# جامعة تكساس
جامعة تكساس (بالإنجليزية: The University of Texas)‏ شبكة جامعات عامة تخدم ولاية تكساس في الولايات المتحدة. ولدى الشبكة خمسة عشر جامعة أبرزها وأشهرها جامعة تكساس في أوستن التي تقع في قلب عاصمة الولاية. وأفضل كلياتها كلية الطب في مدينة هيوستن ومركز إم دي أندرسون لعلاج وأبحاث السرطان.

## الأفرع
- جامعة تكساس في أوستن
- دار نشر جامعة تكساس
- جامعة تكساس في أرلينغتون
- جامعة تكساس في دالاس
- جامعة تكساس في إل باسو
- جامعة تكساس في Permian Basin [الإنجليزية]
- جامعة تكساس في Rio Grande Valley [الإنجليزية]
- جامعة تكساس في سان أنتونيو [الإنجليزية]
- جامعة تكساس في تايلر [الإنجليزية]

الطبية:
- University of Texas Health Science Center at Houston [الإنجليزية]
- جامعة تكساس مدرسة الطب في هيوستن(The University of Texas Medical Branch)
- إم دي أندرسون(The University of Texas MD Anderson Cancer Center)
- جامعة جنوب غرب تكساس الطبية (The University of Texas Southwestern Medical Center)
- University of Texas Health Science Center at San Antonio [الإنجليزية]
  - مدرسة الطب بجامعة تكساس في سان أنتونيو(University of Texas School of Medicine at San Antonio)
- University of Texas Health Science Center at Tyler [الإنجليزية](The University of Texas Health Science Center at Tyler)

المصدر:  